# Lista över huvudstäder i Indien
Det här är en lista över huvudstäder i Indien. Indien är indelat i tjugoåtta delstater och sju unionsterritorier (Union Territory, UT) samt ett huvudstadsterritorium. Varje delstat har sitt eget styre, medan unionsterritorierna administreras av den centrala regeringen. 
| Delstat eller unionsterritorium          | Administrativ              | Lagstiftande                     | Judic.                     | Sedan     | F.d. huvudstad                                |
| ---------------------------------------- | -------------------------- | -------------------------------- | -------------------------- | --------- | --------------------------------------------- |
| Andamanerna och Nikobarerna              | Port Blair                 | —                                | Calcutta                   | 1956      | —                                             |
| Andhra Pradesh                           | Amaravati                  | Amaravati                        | Amaravati                  | 2017      | • Kurnool (1953–1956) • Hyderabad (1956–2017) |
| Arunachal Pradesh                        | Itanagar                   | Itanagar                         | Guwahati                   | 1972      | —                                             |
| Assam                                    | Guwahati                   | Dispur                           | Guwahati                   | 1972      | Shillong (1874–1972)                          |
| Bihar                                    | Patna                      | Patna                            | Patna                      | 1936      | —                                             |
| Chandigarh                               | Chandigarh                 | —                                | Chandigarh                 | 1966      | —                                             |
| Chhattisgarh                             | Raipur                     | Raipur                           | Bilaspur                   | 2000      | —                                             |
| Dadra och Nagar Haveli och Daman och Diu | Daman                      | —                                | Bombay                     | 1987      | —                                             |
| Delhi                                    | Delhi                      | Delhi                            | Delhi                      | 1956      | —                                             |
| Goa                                      | Panaji                     | Porvorim                         | Bombay                     | 1961      | —                                             |
| Gujarat                                  | Gandhinagar                | Gandhinagar                      | Ahmedabad                  | 1970      | Ahmedabad (1960–1970)                         |
| Haryana                                  | Chandigarh                 | Chandigarh                       | Chandigarh                 | 1966      | —                                             |
| Himachal Pradesh                         | Shimla                     | Shimla                           | Shimla                     | 1948      | —                                             |
| Jammu och Kashmir                        | • Srinagar (S) • Jammu (V) | • Srinagar (S) • Jammu (V)       | • Srinagar (S) • Jammu (V) | 1948      | —                                             |
| Jharkhand                                | Ranchi                     | Ranchi                           | Ranchi                     | 2000      | —                                             |
| Karnataka                                | Bangalore                  | Bangalore                        | Bangalore                  | 1956      | Mysore                                        |
| Kerala                                   | Thiruvananthapuram         | T'puram                          | Ernakulam                  | 1956      | Kochi (1949–1956)                             |
| Ladakh                                   | • Leh (S) • Kargil (V)     | —                                | • Srinagar (S) • Jammu (V) | 2019      | —                                             |
| Lakshadweep                              | Kavaratti                  | —                                | Ernakulam                  | 1956      | —                                             |
| Madhya Pradesh                           | Bhopal                     | Bhopal                           | Jabalpur                   | 1956      | Nagpur (1861–1956)                            |
| Maharashtra                              | Bombay • Nagpur (V/2:a)    | • Bombay (S+B) • Nagpur (V)      | Bombay                     | 1818 1960 | —                                             |
| Manipur                                  | Imphal                     | Imphal                           | Guwahati                   | 1947      | —                                             |
| Meghalaya                                | Shillong                   | Shillong                         | Guwahati                   | 1970      | —                                             |
| Mizoram                                  | Aizawl                     | Aizawl                           | Guwahati                   | 1972      | —                                             |
| Nagaland                                 | Kohima                     | Kohima                           | Guwahati                   | 1963      | —                                             |
| Odisha                                   | Bhubaneshwar               | Bhubaneshwar                     | Cuttack                    | 1948      | Cuttack (1936–1948)                           |
| Puducherry                               | Puducherry                 | Puducherry                       | Chennai                    | 1954      | —                                             |
| Punjab                                   | Chandigarh                 | Chandigarh                       | Chandigarh                 | 1966      | • Lahore (1936–1947) • Shimla (1947–1966)     |
| Rajasthan                                | Jaipur                     | Jaipur                           | Jodhpur                    | 1948      | —                                             |
| Sikkim                                   | Gangtok                    | Gangtok                          | Gangtok                    | 1975      | —                                             |
| Tamil Nadu                               | Chennai                    | Chennai                          | Chennai                    | 1956      | —                                             |
| Telangana                                | Hyderabad                  | Hyderabad                        | Hyderabad                  | 2014      | —                                             |
| Tripura                                  | Agartala                   | Agartala                         | Guwahati                   | 1956      | —                                             |
| Uttar Pradesh                            | Lucknow                    | Lucknow                          | Allahabad                  | 1937      | —                                             |
| Uttarakhand                              | Dehradun                   | • Bhararisain (S) • Dehradun (V) | Nainital                   | 2000      | —                                             |
| Västbengalen                             | Calcutta                   | Calcutta                         | Calcutta                   | 1905      | —                                             |